# Guatteria allenii
Guatteria allenii är en kirimojaväxtart som beskrevs av Robert Elias Fries. Guatteria allenii ingår i släktet Guatteria och familjen kirimojaväxter. Inga underarter finns listade i Catalogue of Life.